# MotoGP belga nagydíj
A MotoGP belga nagydíja a MotoGP egy korábbi versenye, melyet 1949 és 1990 között összesen 41 alkalommal rendeztek meg.

## Győztesek
| Év   | Helyszín | 80 cm³               | 125 cm³            | 250 cm³            | 350 cm³         | 500 cm³           | Összefoglaló |
| ---- | -------- | -------------------- | ------------------ | ------------------ | --------------- | ----------------- | ------------ |
| 1990 | Spa      |                      | Hans Spaan         | John Kocinski      |                 | Wayne Rainey      | Összefoglaló |
| 1989 | Spa      |                      | Hans Spaan         | Jacques Cornu      |                 | Eddie Lawson      | Összefoglaló |
| 1988 | Spa      |                      | Jorge Martínez     | Sito Pons          |                 | Wayne Gardner     | Összefoglaló |
| 1986 | Spa      |                      | Domenico Brigaglia | Sito Pons          |                 | Randy Mamola      | Összefoglaló |
| 1985 | Spa      |                      | Fausto Gresini     | Freddie Spencer    |                 | Freddie Spencer   | Összefoglaló |
| 1984 | Spa      | Stefan Dörflinger    |                    | Manfred Herweh     |                 | Freddie Spencer   | Összefoglaló |
| Év   | Helyszín | 50 cm³               | 125 cm³            | 250 cm³            | 350 cm³         | 500 cm³           | Összefoglaló |
| 1983 | Spa      |                      | Eugenio Lazzarini  | Didier de Radiguès |                 | Kenny Roberts     | Összefoglaló |
| 1982 | Spa      |                      | Ricardo Tormo      | Anton Mang         |                 | Freddie Spencer   | Összefoglaló |
| 1981 | Spa      | Ricardo Tormo        |                    | Anton Mang         |                 | Marco Lucchinelli | Összefoglaló |
| 1980 | Zolder   | Stefan Dörflinger    | Angel Nieto        | Anton Mang         |                 | Randy Mamola      | Összefoglaló |
| 1979 | Spa      | Henk van Kessel      | Barry Smith        | Edi Stoellinger    |                 | Dennis Ireland    | Összefoglaló |
| 1978 | Spa      | Ricardo Tormo        | Pier Paolo Bianchi | Paolo Pileri       |                 | Wil Hartog        | Összefoglaló |
| 1977 | Spa      | Eugenio Lazzarini    | Pier Paolo Bianchi | Walter Villa       |                 | Barry Sheene      | Összefoglaló |
| 1976 | Spa      | Herbert Rittberger   | Angel Nieto        | Walter Villa       |                 | John Williams     | Összefoglaló |
| 1975 | Spa      | Julien van Zeebroeck | Paolo Pileri       | Johnny Cecotto     |                 | Phil Read         | Összefoglaló |
| 1974 | Spa      | Gerhard Thurow       | Angel Nieto        | Kent Andersson     |                 | Phil Read         | Összefoglaló |
| 1973 | Spa      | Jan de Vries         | Jos Schurgers      | Teuvo Länsivuori   |                 | Giacomo Agostini  | Összefoglaló |
| 1972 | Spa      | Ángel Nieto          | Ángel Nieto        | Jarno Saarinen     |                 | Giacomo Agostini  | Összefoglaló |
| 1971 | Spa      | Jan de Vries         | Barry Sheene       | Silvio Grassetti   |                 | Giacomo Agostini  | Összefoglaló |
| 1970 | Spa      | Aalt Toersen         | Angel Nieto        | Rod Gould          |                 | Giacomo Agostini  | Összefoglaló |
| 1969 | Spa      | Barry Smith          | Dave Simmonds      | Santiago Herrero   |                 | Giacomo Agostini  | Összefoglaló |
| 1968 | Spa      | Hans-Georg Anscheidt |                    | Phil Read          |                 | Giacomo Agostini  | Összefoglaló |
| 1967 | Spa      | Hans-Georg Anscheidt |                    | Bill Ivy           |                 | Giacomo Agostini  | Összefoglaló |
| 1966 | Spa      |                      |                    | Mike Hailwood      |                 | Giacomo Agostini  | Összefoglaló |
| 1965 | Spa      | Ernst Degner         |                    | Jim Redman         |                 | Mike Hailwood     | Összefoglaló |
| 1964 | Spa      | Ralph Bryans         |                    | Mike Duff          |                 | Mike Hailwood     | Összefoglaló |
| 1963 | Spa      | Morisita Iszaó       | Bert Schneider     | Itó Fumjó          |                 | Mike Hailwood     | Összefoglaló |
| 1962 | Spa      | Ernst Degner         | Luigi Taveri       | Bob McIntyre       |                 | Mike Hailwood     | Összefoglaló |
| 1961 | Spa      |                      | Luigi Taveri       | Jim Redman         |                 | Gary Hocking      | Összefoglaló |
| 1960 | Spa      |                      | Ernst Degner       | Carlo Ubbiali      |                 | John Surtees      | Összefoglaló |
| 1959 | Spa      |                      | Carlo Ubbiali      |                    |                 | John Surtees      | Összefoglaló |
| 1958 | Spa      |                      | Alberto Gandossi   |                    | John Surtees    | John Surtees      | Összefoglaló |
| 1957 | Spa      |                      | Tarquinio Provini  | John Hartle        | Keith Campbell  | Libero Liberati   | Összefoglaló |
| 1956 | Spa      |                      | Carlo Ubbiali      | Carlo Ubbiali      | John Surtees    | John Surtees      | Összefoglaló |
| 1955 | Spa      |                      |                    |                    | Bill Lomas      | Giuseppe Colnago  | Összefoglaló |
| 1954 | Spa      |                      |                    |                    | Ken Kavanagh    | Geoff Duke        | Összefoglaló |
| 1953 | Spa      |                      |                    |                    | Fergus Anderson | Umberto Masetti   | Összefoglaló |
| 1952 | Spa      |                      |                    |                    | Geoff Duke      | Umberto Masetti   | Összefoglaló |
| 1951 | Spa      |                      |                    |                    | Geoff Duke      | Geoff Duke        | Összefoglaló |
| 1950 | Spa      |                      |                    |                    | Bob Foster      | Umberto Masetti   | Összefoglaló |
| 1949 | Spa      |                      |                    |                    | Freddie Frith   | Bill Doran        | Összefoglaló |